# Head First
Head First je 15. studiové album anglické rockové skupiny Uriah Heep. Bylo vydáno v roce 1983, vydavatelstvím Gerryho Brona na značce Bronze Records.
Ttoto album bylo nahráno sestavou, která nahrála v předchozím roce album Abominog, avšak tentokrát větší část skladeb byla napsána členy skupiny. Bob Daisley krátce po natočení alba skupinu opustil, aby se připojil ke skupině Ozzy Osbournea. Na turné Head First se ke skupině přidal bývalý baskytarista skuiny Uriah Heep Trevor Bolder, který ve skupině zůstal až do své smrti v roce 2013.

## Seznam skladeb
1. "The Other Side of Midnight" (Box/Daisley/Goalby/Kerslake/Sinclair) 3.55
2. "Stay on Top" (Tom Jackson) 3.35
3. "Lonely Nights" (Bryan Adams/Jim Vallance) 4.07
4. "Sweet Talk" (Box/Daisley/Goalby/Sinclair/Kerslake/Linda Sinclair) 3.51
5. "Love is Blind" (Richie Zito) 3.38
6. "Roll-Overture" (Box/Daisley/Goalby/Sinclair) 2.18
7. "Red Lights" (Box/Daisley/Goalby/Sinclair) 2.57
8. "Rollin' the Rock" (Box/Daisley/Goalby/Sinclair) 5.31
9. "Straight Through the Heart" (Box/Daisley/Goalby/Sinclair/Kerslake) 3.39
10. "Weekend Warriors" (Box/Daisley/Goalby/Sinclair/Kerslake) 3.50

Head First remasterováno a znovu vydáno v roce 1997 a 2005.Bryan Adams, was the second single. A picture-disc 7" was released.

## Umístění v žebříčcích
- UK #46
- US #159[1]

## Obsazení
- Mick Box – kytary, zpěv
- Bob Daisley – baskytara
- Peter Goalby – zpěv
- Lee Kerslake – bicí, perkusy, zpěv
- John Sinclair – klávesy, syntetizér, zpěv
- Frank Ricotti – perkusy na "Roll-Overture"